# 徳富かなえ
徳富 かなえ（とくとみ かなえ、1958年 - ）は、日本のグラフィックデザイナーである。
宮城県出身。東京純心女子短期大学美術科卒業ならびに同短期大学専攻科修了。
短大卒業後の1982年（昭和57年）、｢岩手広告美術賞｣を受賞し、1988年（昭和63年）には｢第2回世界ポスタートリエンナーレトヤマ｣にて入選。1989年（平成元年）、岩手芸術祭芸術祭賞を受賞。
現在は岩手県を中心に芸術活動を行なっている。